# Caixa Popular
Caixa Popular es una cooperativa de crédito con sede en Paterna, provincia de Valencia. El presidente de esta entidad es Amadeo Ferrer.

## Historia
Caixa Popular nace en 1978 con una clara vocación de servicio a las cooperativas, familias, empresas, comercios, instituciones y asociaciones. Fue fundada por un grupo de cooperativistas Valencianos, socios de COVIPO- Cooperativa de Viviendas Populares. Actualmente tiene una red de Oficinas distribuidas por las comarcas valencianas de la Huerta de Valencia, Campo de Turia, la Ribera Alta, la Costera, la Safor, el Valle de Albaida, Campo de Murviedro y la ciudad de Valencia. El colectivo de trabajo de la entidad forma parte del capital de la misma: los que aportan su actividad profesional son socios de trabajo.
Como cooperativa de segundo grado, Caixa Popular, integra en su capital a las cooperativas de los distintos sectores económicos valencianos: consumo, mueble, textil, vidrio, servicios, enseñanza, viviendas, cerámica, juguetes y metalurgia.

## Responsabilidad social

### Cooperativas
Caixa Popular destina anualmente el 10% de sus beneficios netos al Fondo de Formación y Promoción Cooperativa. La gestión de este fondo y la asignación de recursos a la realización de actividades de formación y difusión del cooperativismo corresponde a la comisión de promoción cooperativa, integrada por representantes de las cooperativas asociadas a esta entidad.
Algunos de los destinos del Fondo son las Ayudas para la Formación, tanto técnica como cooperativa, de los socios de las cooperativas asociadas, Ayudas para actividades de Intercooperación y Divulgación Cooperativa, subvenciones para la realización de Auditorías Externas y para las cuotas de los Institutos Tecnológicos.
Esta entidad trabaja estrechamente con la Federación Valenciana de Cooperativas de Trabajo Asociado (FEVECTA) y otras estructuras de cooperativas, para dar un impulso cooperativo tanto en el ámbito de creación de cooperativas como en el desarrollo de prácticas intercooperativas.
También colaboran en el Concurso Mundial de Pintura Infantil organizado por las cooperativas agrarias de Japón y miembros de la Alianza Cooperativa Internacional.

### Solidaridad
Desde el año 2002, Caixa Popular mantiene un convenio de colaboración con la red EnClau, para ofrecer a sus clientes la libreta y depósito solidarios, ofreciendo una alternativa ética y solidaria para sus ahorros, que permite ahorrar y colaborar en proyectos de desarrollo social.

### Deporte

#### Patrocinio de Clubes y Escuelas dePilota
La pelota valenciana tiene una especial relevancia, ya que se trata del deporte más arraigado en la cultura valenciana. En el apoyo a este deporte, la entidad se centra en tres puntales que considera principalmente importantes. Para apoyar la tarea que en ese sentido se realiza desde la Federación de Pelota Valenciana, se mantienen varios convenios de colaboración, entre los que se incluye el patrocinio de diversas escuelas municipales y de tecnificación.

##### Competiciones
Desde los años 90, Caixa Popular patrocina varias competiciones para los jugadores más jóvenes como por ejemplo la Liga Caixa Popular. Por esta liga han pasado muchos jugadores de los que hoy en día están consagrados como figuras de la pelota valenciana como Genovés II, Soro III, Salva, Fèlix, Jesús y Pasqual II.

#### Becas
En Caixa Popular se considera que para la formación integral de los jóvenes tan importante es el aprendizaje deportivo como una formación académica formal. Es por ello que, conjuntamente con la Federación de Pelota Valenciana, se organizan las Becas Académico-Deportivas para Jóvenes Jugadores de Pilota. Estas becas aportan una prestación económica a jugadores que compatibilizan la práctica deportiva con sus estudios académicos.